# Erik Westerberg

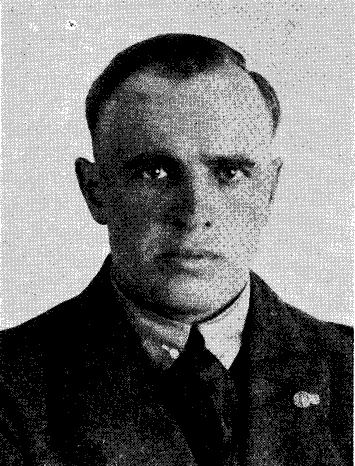
Erik Westerberg

Gustaf Erik Westerberg ("Mäster Erik"), född 18 november 1897 i Ytterjärna församling i Stockholms län, död 28 november 1985 i Strängnäs domkyrkoförsamling, Stockholms län, var en svensk idrottsman verksam inom cykel, mc-sport och bilsport. Han var bror till Gunnar Westerberg.
Westerberg började tävla som cyklist för Södertälje SK och var 1914–1918 en av Sveriges bästa samt vann svenska mästerskapet på Mälaren runt 1917. Han övergick 1920 till motorsporten. Westerberg, som alltid tävlade på Harley-Davidson med undantag för några GP- och TT-lopp på AJS och Norton, började som tävlingsförare våren 1920 och körde redan samma år prickfritt bland annat i Majtävlingen och Novembertävlingen. Ar 1922 erövrade han för alltid den första Novemberkåsan genom ytterligare prickfria körningar 1921 och 1922. Följande år blev han prickfri i klass E samt var medlem av det segrande märkeslaget i Internationella sexdagarstävlingen. År 1927 erövrade han för alltid SMK-skölden och följande år den första Shellkannan. Han blev vidare prickfri i Majtävlingen 1926–1928 och 1930, Novembertävlingen 1926 samt segrade i sistnämnda tävlings sidvagnsklass 1930 och i Shellkannans soloklass 1930 (tvåa 1931–1933).
Westerberg var under 1920-talet en av Sveriges bästa förare i backtävlingar i såväl solo- som sidvagnsklassen och innehade rekord i de flesta svenska tävlingsbackar. Han blev nordisk mästare i soloklassen 1925 (klass E) och 1926, i sidvagnsklassen 1925 (klass G) och 1927 samt i lag 1926, 1927 och 1928. På av honom själv trimmade HD-maskiner satte han många hastighetsrekord både med solo- och sidvagnsmaskiner, bland annat vid tävlingarna på Fanø i Danmark i augusti 1924 nytt skandinaviskt rekord på 1 km med 155,172 km/h (23,2 sekunder), ett rekord som han sedan successivt förbättrade till 172,249 km/h (20,9 sekunder, satt på Edsviken i januari 1928). Hans bästa rekord i sidvagnsklassen, 158,590 km/h (22,7 sekunder), sattes vid Östersund i mars 1928. Som TT-förare vann Westerberg på HD klass E i Sveriges TT 1927 och klass D 1930, klass D i Stockholmsloppet 1930 och C 1931 samt på AJS klass D i Tvetaloppet 1930 och på Norton Östgötaloppets C-klass 1931. År 1933 körde han sin sista motorcykeltävling.
Westerberg debuterade 1922 inom bilsporten, i vilken han vann många framgångar. Han tävlade med Reo till 1934, med Plymouth till 1936 och därefter med DKW samt blev prickfri i Vintertävlingens A-klass 1925 och 1927. Vidare vann han samma klass i Radiobiltävlingen 1931 (tvåa 1932) och Rikspokaltävlingen 1935 (tvåa 1933 och 1936–1938). Westerberg var medlem av Svenska Motorklubbens centralstyrelse 1930–1934 samt från 1936 banchef vid Sveriges GP för motorcyklar.
Westerberg är gravsatt på Gamla kyrkogården i Strängnäs.

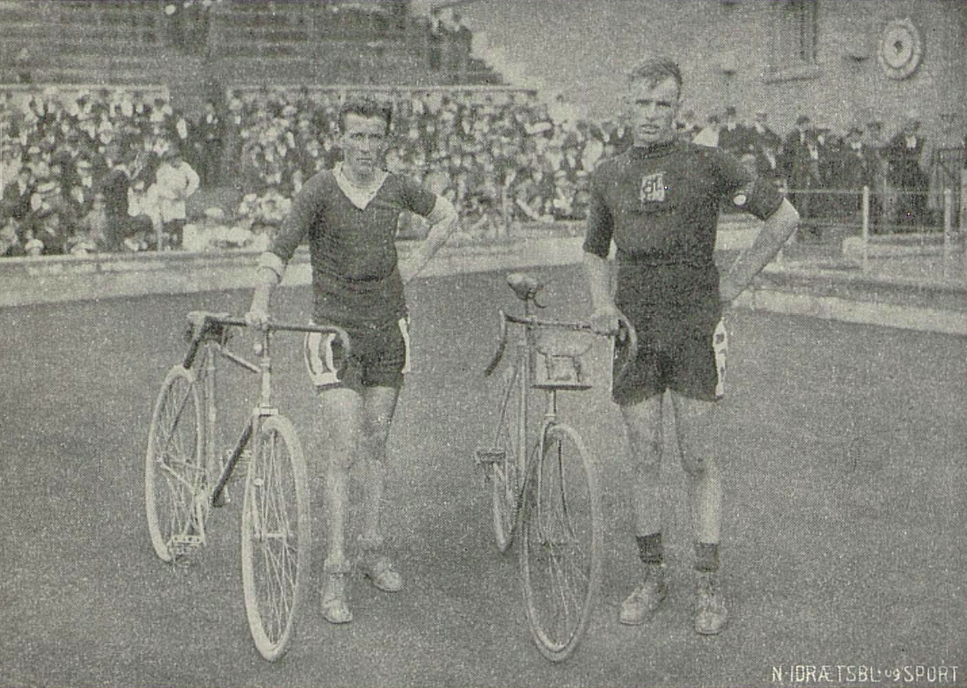
Erik (till höger) 2:a i Mälaren runt 1917.